# Pin
Pins er små metalemblemer der repræsenterer firmaer eller sportsklubber. De findes i mange forskellige udformninger og er næsten alle i metal med en nål til at sætte i tøjet eller mere populært en butterfly-lås.
Pins er genstand for samlervirksomhed. Der findes f.eks. pins, der repræsenterer forskellige lande og fra forskellige museer, butikker og begivenheder.
| Smykker | Spire Denne artikel om smykker er en spire som bør udbygges. Du er velkommen til at hjælpe Wikipedia ved at udvide den. |